# Santibáñez de Valcorba
Santibáñez de Valcorba is een gemeente in de Spaanse provincie Valladolid in de regio Castilië en León met een oppervlakte van 23,99 km². Santibáñez de Valcorba telt 163 inwoners (1 januari 2016).

## Demografische ontwikkeling
Bron: INE, 1857-2011: volkstellingen